# Calotelea vulgaris
Calotelea vulgaris är en stekelart som först beskrevs av Alan Parkhurst Dodd 1913.  Calotelea vulgaris ingår i släktet Calotelea och familjen Scelionidae. Inga underarter finns listade.